# All Ceylon Tamil Congress
 (septembre 2022).
Si vous disposez d'ouvrages ou d'articles de référence ou si vous connaissez des sites web de qualité traitant du thème abordé ici, merci de compléter l'article en donnant les références utiles à sa vérifiabilité et en les liant à la section « Notes et références ».
Le All Ceylon Tamil Congress (ACTC, tamoul : அகில இலங்கைத் தமிழ்க் காங்கிரஸ் ) est le plus vieux parti tamoul du Sri Lanka.

## Histoire
Le ACTC a été fondé en 1944 par G. G. Ponnambalam en demandant une représentation à 50-50 au parlement, avec 50 % de cingalais, et 50 % pour toutes les autres ethnies, tels que les tamouls mais aussi les maures du Sri Lanka. Cette demande a été directement refusée par le gouverneur général de Ceylan, Lord Soulbury.
En 1949, en raison de la coopération de l'ACTC avec le United National Party, qui est le groupe de droite conservatrice cingalaise du Ceylan, le parti se sépare en 2, avec la création d'une entité distincte nommé le Ilankai Tamil Arasu Kachchi, par son leader S. J. V. Chelvanayakam, et qui prône la mise en place d'un système Fédéral au Sri Lanka, basé sur le système indien.
En 1956, l'ACTC a été largement discrédité lorsque son allié l'UNP s'est éloigné des politiques bilingues et bicommunautaires pour adopter une position pro-cingalaise. En effet, l'UNP a commencé à faire un forcing pour interdire la langue tamoule du pays avec la loi Sinhala Only Act. Depuis, le Ilankai Tamil Arasu Kachchi est apparu comme le principal parti tamoul en 1956.
En 1970, l'ACTG demande un statut officiel pour la langue tamoule. En 1972, l'ACTC et le ITAK forment le Front uni tamoul, qui deviendra plus tard le Tamil United Liberation Front en 1976. Ce front uni va réussir l'exploit de finir 2e aux élections legislatives de 1977, ce qui engendra directement par la suite les massacre anti-tamoul de 1977. Une étape importante au début de la guerre civile.
En janvier 2000, le dirigeant de l'ACTC Kumar Ponnambalam (en), est abattu ; l'implication de la police dans ce meurtre est évoquée. 2001, l'ACTC a rejoint la Tamil National Alliance (TNA) soutenue par les LTTE.
En 2010, l'ACTC quitte l'Alliance Tamoul TNA et rejoint une nouvelle alliance politique, le Tamil National People's Front.

## Résultats électoraux

### Élections présidentielles
| Année | Candidat          | Voix    | %    | Rang |
| ----- | ----------------- | ------- | ---- | ---- |
| 1982  | Kumar Ponnambalam | 173 934 | 2,67 | 4e   |

### Élections législatives
| Année   | Voix      | %    | Rang | Sièges   | Alliance                      |
| ------- | --------- | ---- | ---- | -------- | ----------------------------- |
| 1947    | 82 499    | 4,37 | 3e   | 7 / 95   |                               |
| 1952    | 64 512    | 2,77 | 5e   | 4 / 95   |                               |
| 1956    | 8 914     | 0,34 | 6e   | 1 / 95   |                               |
| 03/1960 | 38 275    | 1,32 | 6e   | 1 / 151  |                               |
| 07/1960 | 46 804    | 1,52 | 9e   | 1 / 151  |                               |
| 1965    | 98 746    | 2,44 | 7e   | 3 / 151  |                               |
| 1970    | 115 567   | 2,32 | 6e   | 3 / 151  |                               |
| 1977    | 6 086 599 | 6,75 | 2e   | 18 / 168 | Tamil United Liberation Front |
| 1989    | 7 610     | 0,14 | 9e   | 0 / 225  |                               |
| 1994    |           |      |      | 0 / 225  |                               |
| 2000    | 27 323    | 0,32 | 10e  | 1 / 225  | Tamil National Alliance       |
| 2001    | 348 164   | 3,88 | 4e   | 15 / 225 | Tamil National Alliance       |
| 2004    | 633 654   | 6,84 | 3e   | 22 / 225 | Tamil National Alliance       |
| 2010    | 7 544     | 0,09 | 10e  | 0 / 225  | Tamil National People's Front |
| 2015    | 18 644    | 0,17 | 11e  | 0 / 225  |                               |
| 2020    | 67 766    | 0,58 | 6e   | 2 / 225  |                               |
| 2024    | 39 894    | 0,36 | 13e  | 1 / 225  |                               |